# Pilosella arnoseroides
Pilosella arnoseroides là một loài thực vật có hoa trong họ Cúc. Loài này được (Nägeli & Peter) Soják miêu tả khoa học đầu tiên năm 1971.